# Dolichosomastis hannibal
Dolichosomastis hannibal là một loài bướm đêm trong họ Noctuidae.